# Signe Jansson
Signe Maria Jansson, född 18 augusti 1936 i Göteborgs Vasa församling i Göteborgs och Bohus län, död 3 januari 1993 i Vollsjö församling i dåvarande Malmöhus län, var en svensk barnmorska som introducerade andnings- och avslappningsteknik under förlossningen, och hon pläderade för ett "mjukt" omhändertagande av mor och barn. Det var också hon som släppte in papporna i förlossningsrummen.

## Biografi
Signe Jansson var dotter till läkaren Bertil Jansson (1899–1947) och sjuksköterskan Olga, ogift Lind (1898–1949). Efter studentexamen 1955 läste hon vidare för att avlägga både sjuksköterskeexamen och barnmorskeexamen 1959. Hon verkade som barnmorska vid Karolinska sjukhuset i Stockholm 1959–1961 och vid Sahlgrenska sjukhuset i Göteborg 1961–1962.
Hon verkade vid Malmö allmänna sjukhus 1962–1975, där hon var avdelningsföreståndare 1968–1975. Hon startade psykoprofylax 1972. 1975 kom hon till Ystad BB som hon räddade från nedläggning och var avdelningsföreståndare för 1975–1983. Hon ledde föräldrautbildningar vid Malmöhus läns landsting från 1983 och höll föreläsningar i psykoprofylax samt ledde förändringsarbete inom förlossningsvården. Hon fick Malmöhus läns landstings stora pris för sina insatser inom förlossningsvården 1985.
I mitten av 1970-talet började hon arbeta som avdelningsföreståndare på Ystads BB och gjorde det därigenom riksbekant.
Signe Jansson var 1962–1965 gift med Laszlo Toth (numera Lars Maxgren, född 1935) och fick en son (född 1963). Hon är begravd på Ravlunda kyrkogård i Skåne.

## Förlossningstekniken
Signe Jansson lärde ut hur viktig förberedelsen var inför en förlossning och startade psykoprofylax, föräldragrupper, som innebar att den blivande mamman och pappan förberedde sig både fysiskt och psykiskt inför förlossningen.
"Hemförlossning på sjukhus" blev hennes uttryck för att beskriva det nya arbetssättet. Den innebar bland annat att kvinnan med hjälp och stöd av barnmorskan tog aktivt ansvar och del i sin förlossning och att kvinnan har enorma resurser och kraft och kan lita på sin egen förmåga.  
Tekniken skulle inte vara det viktigaste utan det personliga omhändertagandet. Vid denna tiden diskuterades smärtlindringen som en viktig del av förlossningen. Ystads BB visade att ett personligt stöd och ett absolut aktivt deltagande av barnmorska och övrig personal gjorde behovet av smärtlindring mindre.
Ystadsmodellen blev ett begrepp. Den innebar att pappan fick sova över på BB för att aktivt kunna ta del av barnets skötsel, och att barnet sov hos föräldern istället för med andra barn i en särskild barnsal. Alternativa förlossningsställningar blev en självklarhet, en kunskap som bara ökat med åren.

## Minnesmärken
Signes minne hyllades 2010 med att ett nytt skånskt regionaltåg, Pågatåg, uppkallades efter henne.
Ett konstverk med formen av ett äpple pryder ingången till Ystads BB. Signe fick det av Svenska barnmorskeförbundet för sina pionjärinsatser inom förlossningsvården från 1975 och framåt.
Ett radioprogram i serien "Svenska ikoner" med titeln "Signe Jansson - barnmorska och pionjär" sändes i Sveriges Radio P4 den 4 juni 2017